# Ian Abercrombie
Ian Abercrombie (Grays, Essex, 11 de setembro de 1936  - Los Angeles, 26 de janeiro de 2012) foi um ator inglês, mais conhecido por interpretar Alfred Pennyworth em Birds of Prey. Ian apareceu como Sr. Pitt, o chefe de Elaine Benes durante a sexta temporada de Seinfeld, e como um mordomo exigente em Desperate Housewives.

## Biografia
Ele era primo do John Abercrombie, um guitarrista de jazz da ECM Recording Star e ex-marido de Elizabeth Romano. Ian Abercrombie morreu no dia 27 de Janeiro de 2012. Rumores que Ian morreu de infarto.

## Filmografia
- Young Frankenstein (1974)
- The Prisoner of Zenda (1977)
- Fantasy Island (1977)
- Sextette (1978)
- Journey's End (1983)
- The Ice Pirates (1984)
- Kicks (1985)
- Firewalker (1986)
- Last Resort (1986)
- Warlock (1989)
- Catacombs (1988)
- Zandalee (1991)
- Puppet Master III (1992)
- Twin Peaks (1992)
- The Public Eye (1992)
- Army of Darkness (1993)
- Test Tube Teens from the Year 2000 (1993)
- A Família Addams 2 (1993) (Cameo)
- Clean Slate (1994)
- Grief (1994)
- Days of our Lives (1997-2002)
- The Lost World: Jurassic Park (1997)
- MouseHunt (1997) (Auctioneer)
- Birds of Prey (2002) (Alfred Pennyworth)
- Império dos Sonhos (2006)
- Garfield: A Tail of Two Kitties (2006)
- Os Feiticeiros de Waverly Place (2007-2008-2009-2010-2012): Professor Crumbs (Nas última duas temporadas [3ª e 4ª] ele é chamado de Professor Migalhóvisqui)
- 2008 - How I Met Your Mother - Benjamin Franklin (1 episódio)
- Star Wars: A Guerra dos Clones (2008-2014) (Voz - Palpatine / Darth Sidious)
- Rango (2011) - voz
- Childrens Hospital (2011) - 1 episódio
- Happily Divorced (2011) - 1 episódio
- Green Lantern: The Animated Series (2011-2013) - Ganthet (voz)